# Juan Calzadilla
Juan Calzadilla (Altagracia de Orituco, 16 de mayo de 1930 - Caracas, 15 de junio de 2025) fue un poeta, pintor y crítico de arte venezolano.

## Biografía
Realizó estudios en la Universidad Central de Venezuela y en el Instituto Pedagógico Nacional. Fue cofundador del colectivo vanguardista El Techo de la Ballena (1961) y de la revista Imagen (1984). Desempeñó el cargo de director de la Galería de Arte Nacional (2011-2025). En 1996 recibió el Premio Nacional de Cultura en la mención Artes Plásticas.
Su incursión en el ámbito literario comenzó a mediados de la década de 1950 con la publicación de Primeros poemas (1954). A lo largo de su trayectoria publicó veinticinco poemarios, siendo Noticias del alud (2009) su última obra conocida. Su trabajo poético y artístico se vio profundamente influenciado por las corrientes del surrealismo y el arte experimental. Como miembro de El Techo de la Ballena, compartió proyectos con destacadas figuras de la literatura y el arte contemporáneo venezolano como Adriano González León, Salvador Garmendia, Jacobo Borges, Ramón Palomares y Caupolicán Ovalles, entre otros, en una apuesta colectiva por una estética de ruptura, crítica y comprometida con las tensiones sociales y políticas del país.
Ejerció además una sostenida labor como tallerista literario en distintas regiones de Venezuela, promoviendo la creación poética en espacios comunitarios y educativos, lo que le valió el apodo de «el duende de los talleres».
En 2023, el Movimiento Poético Venezolano creó la Escuela Nacional de Poesía Juan Calzadilla como reconocimiento a su legado artístico y formativo.

## Obra
- Primeros poemas (1954)
- Los herbarios rojos (1958)
- Dictado por la jauría (1962)
- Malos modales (1965)
- Ciudadano sin fin (1969)
- Oh smog (1978)
- El ojo que pasa (1979)
- Agendario (1988)
- Antología paralela (1988)
- Minimales (1993)
- Principios de Urbanidad (1997)
- Corpolario (1998)
- Diario sin sujeto (1999)
- Aforemas (2004)
- Libro de las poéticas (2006)
- Vela de armas (2008)
- Noticias del alud (2009)

## Premios
- Premio Nacional de Artes Plásticas de Venezuela, 1996.
- Premio León de Greiff, 2016.